# Louis Erard
Louis Erard est une entreprise suisse d'horlogerie, fondée en 1929.

## Création
Louis Erard est né le 16 février 1893. Il fonde la société qui porte son nom en 1929 à La Chaux-de-Fonds avec un certain André Perret. Les premières montres sont produites en 1931. En 1937, la société fait travailler 60 salariés. 

## La Maison Louis Erard
La société en nom collectif Erard et Fils est dissoute en 1945 et ses actifs et passifs sont repris par la société anonyme Louis Erard et Fils S.A.. Au début des années 1980, l'entreprise commercialise ses modèles à l'export, en Asie en particulier, avec un certain succès. Les années 1990 sont plus difficiles et la société connaît des difficultés financières. Elle déménage au Noirmont.
En 2003, alors que la maison Erard n'emploie plus que sept collaborateurs, elle est reprise par Alain Spinedi aidé d'une quinzaine d'actionnaires. La nouvelle entreprise a pour ambition de fabriquer de belles montres mécaniques à des prix plus abordables que sur le marché du luxe : « En Suisse, certains ont la légitimité pour afficher un tel positionnement. Ce sont les Breguet, Vacheron, Patek, Rolex, etc. Nous ne l’avons pas, mais cela ne nous empêche pas d’offrir de la haute horlogerie à un juste prix. ». Le point de départ est un modèle 1931, rappelant par son nom l'ancienneté de la maison.
L’entreprise jurassienne a depuis réussi à traverser un contexte économique difficile sans licenciement, ni chômage partiel : « En 2009, notre chiffre d’affaires a certes reculé de 6 %, mais l’industrie plongeait de 25 %, et nous avons réussi à atteindre l’équilibre ». Elle a reconstruit une gamme de produits, s'est ouverte aux montres pour dames (25 % des ventes maintenant) et a reconstitué un circuit de distribution avec 650 points de vente à travers le monde, sans utiliser le canal internet.
L'entraîneur Severin Lüthi, ancien joueur suisse de tennis, qui fut également l'entraîneur de Roger Federer, et qui est devenu capitaine de l'équipe de Suisse de Coupe Davis, lui sert d'ambassadeur.
En 2012, le fabricant fait un virage vers les montres à quartz à la suite de l'annonce par le Swatch Group, son fournisseur de mouvements, de réduire les livraisons.

### Sources web
- « Louis Erard », sur le site swisstime.ch.